# Saltos ornamentais nos Jogos Pan-Americanos de 2015 - Plataforma de 10 m individual masculino
A competição do plataforma de 10 m individual masculino é um dos eventos dos saltos ornamentais nos Jogos Pan-Americanos de 2015, em Toronto. Foi disputada no  Centro Aquático CIBC Pan e Parapan-Americano nos dias 12 de julho. 

## Calendário
Horário local (UTC-5).
| Data        | Horário | Fase         |
| ----------- | ------- | ------------ |
| 12 de julho | 14:00   | Preliminares |
| 12 de julho | 20:00   | Finais       |

## Medalhistas
| Ouro   | MEX Iván García    |
| Prata  | COL Víctor Ortega  |
| Bronze | MEX Jose Ruvalcaba |

## Resultados
| Pos.              | Saltador           | Nacionalidade            | Preliminares | Preliminares | Finais | Finais |
| Pos.              | Saltador           | Nacionalidade            | Pontos       | Pos.         | Pontos | Pos.   |
| ----------------- | ------------------ | ------------------------ | ------------ | ------------ | ------ | ------ |
| Medalha de ouro   | Iván García        | MEX México               | 437.55       | 2            | 521.70 | 1      |
| Medalha de prata  | Víctor Ortega      | COL Colômbia             | 420.00       | 6            | 455.15 | 2      |
| Medalha de bronze | Jonathan Ruvalcaba | MEX México               | 428.65       | 4            | 437.35 | 3      |
| 4                 | Jeinkler Aguirre   | CUB Cuba                 | 346.80       | 12           | 419.60 | 4      |
| 5                 | Vincent Riendeau   | CAN Canadá               | 430.75       | 3            | 419.35 | 5      |
| 6                 | Sebastián Villa    | COL Colômbia             | 442.85       | 1            | 393.45 | 6      |
| 7                 | Maxim Bouchard     | CAN Canadá               | 425.15       | 5            | 374.00 | 7      |
| 8                 | Hugo Parisi        | BRA Brasil               | 415.30       | 7            | 364.50 | 8      |
| 9                 | Zachary Cooper     | USA Estados Unidos       | 404.40       | 8            | 355.35 | 9      |
| 10                | Ryan Hawkins       | USA Estados Unidos       | 380.90       | 9            | 351.15 | 10     |
| 11                | Robert Páez        | VEN Venezuela            | 348.05       | 11           | 348.25 | 11     |
| 12                | Rafael Quintero    | PUR Porto Rico           | 378.65       | 10           | 328.80 | 12     |
| 13                | Jackson Rondinelli | BRA Brasil               | 296.80       | 13           | —      | —      |
| 14                | Jonatan Posligua   | ECU Equador              | 242.90       | 14           | —      | —      |
| 15                | Frandiel Gomez     | DOM República Dominicana | 234.15       | 15           | —      | —      |